# Riigikogu
Riigikogu (från riigi-, statlig, och kogu, samling) är Estlands parlament. Estland har ett utpräglat parlamentariskt statsskick, där alla viktiga statliga frågor passerar Riigikogu, och förutom att stifta lagar så utser parlamentet höga politiska ämbeten, inklusive premiärministern och chefsdomare i Högsta domstolen, samt väljer ordförande i parlamentet. Riigikogu ratificerar också betydande internationella fördrag som innebär lagändringar eller som rör militär verksamhet och underrättelseverksamhet. Det åligger också parlamentet att godkänna regeringens budget samt övervaka arbetet hos statens exekutiva instanser.

## Historik

### Tidiga val
Det estländska parlamentet föddes den 24 april 1919, då den konstitutionella församlingen, Asutav kogu, med sina 120 proportionellt valda ledamöter höll sitt första möte. Det första valet till Riigikogu genomfördes 1920, och fram till 1938 hade man hunnit hålla fem val, om än ofta med olika konstitutioner. Valen hölls regionalt och utan småpartispärr under de två första omgångarna, men 1926 infördes en gräns på två procent. Representationen i Riigikogu var proportionell fram till 1932.

### Kammardelning
Mellan 1938 och 1940 var Riigikogu uppdelat i två kammare: Riigivolikogu (nedre kammaren) och Riiginõukogu (övre kammaren).
Riigikogu ersattes av Högsta Sovjet i Estniska SSR (25 augusti 1940 till 1990) och Republiken Estlands parlament (8 maj 1990 – September 29, 1992).

### Dombergets slott

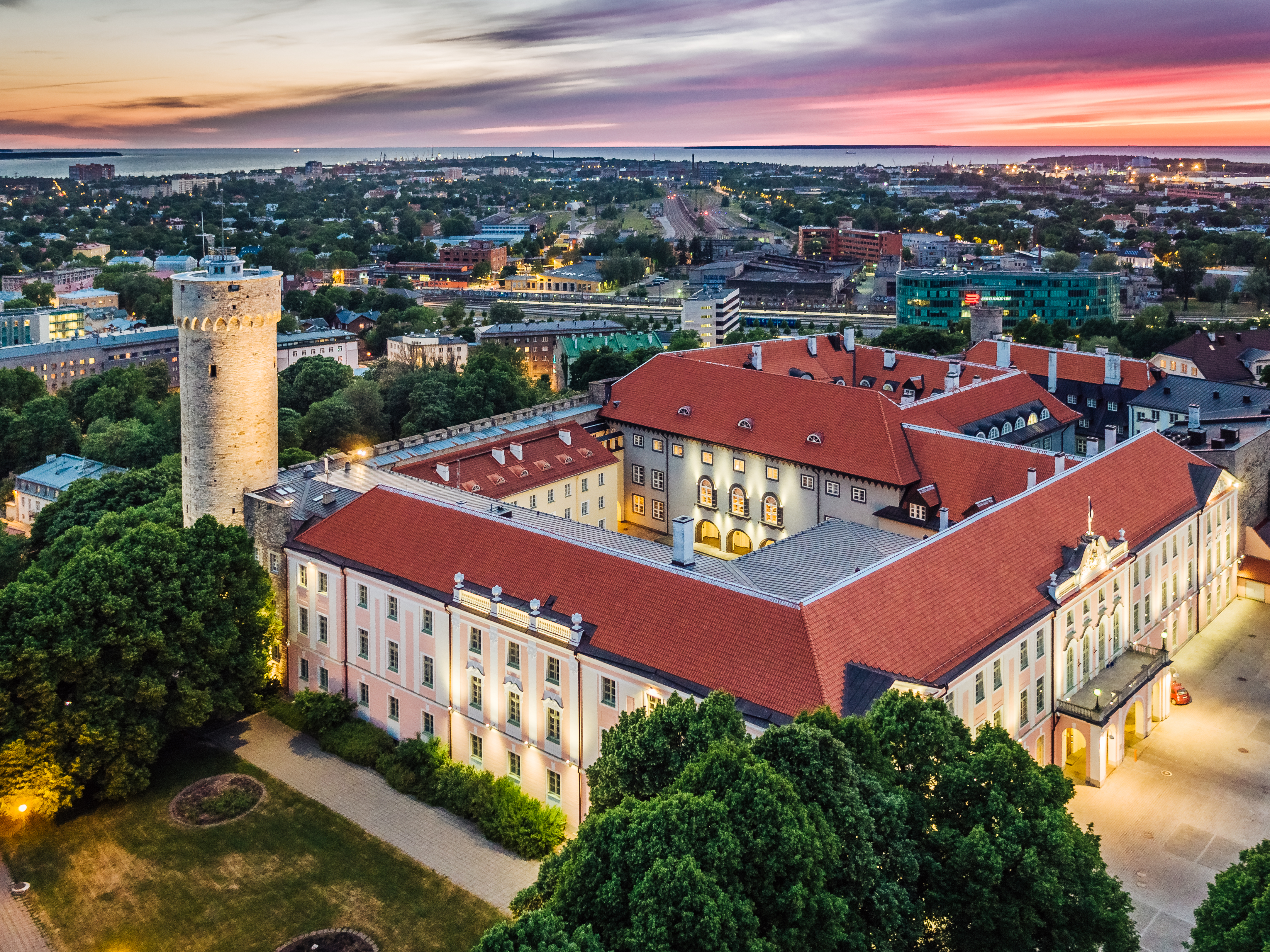
Parlamentsbyggnaden på Domberget

Sedan 1922 har parlamentets möten ägt rum i Dombergets slott på Domberget, där man 1920–1922 i den gamla slottsträdgården reste en ny byggnad i expressionistisk och ovanligt modern stil. Arkitekter var Herbert Johanson och Eugen Habermann. Under de tre perioder Estland var ockuperat upplöstes Riigikogu. (Sovjetunionen 1940–1944, Nazityskland 1941–1944, Sovjetunionen 1944–1991) Slottet med tillbyggnad användes istället av Högsta Sovjet i ESSR.

### Självständighet från Sovjetunionen
I september 1992, ett år efter att Estland hade återfått sin självständighet från Sovjetunionen, hölls val till Riigikogu enligt den konstitution som antagits under sommaren samma år. Enligt 1992 års författning har Riigikogu 101 medlemmar, och en nationell småpartispärr på fem procent. 

## Val till Riigikogu

### Röstberättigande och kandidatur

Estlands indelning i valdistrikt till Riigikogu.

Riigikogu har enligt Estlands grundlag 101 ledamöter som väljs för en fyraårig mandatperiod. Röstberättigade i valet till Riigikogu ska vara estländska medborgare som fyllt 18 år senast på valdagen. Fångar som vid den aktuella tidpunkten avtjänar ett fängelsestraff är inte röstberättigade. För att kandidera till Riigikogu ska man vara estländsk medborgare som vid kandidaturens registrering har fyllt 21 år. 

### Valsystem
Ledamöterna i Riigikogu väljs med en kombination av personval med individuellt mandat och partilistor, vilket regleras genom kandidaturordningen på partilistan. Vid val till Riigikogu gäller en femprocentsspärr för partier mätt i röstandel på nationell nivå. Kandidater i ett distrikt som har uppnått minst en andel av de giltiga avgivna personrösterna i valdistriktet som motsvarar {\displaystyle {\frac {1}{\text{antal mandat i distriktet}}}} väljs in med direktmandat oavsett femprocentsspärren. 
Ett parti som erhållit minst 5 procent av rösterna nationellt deltar i fördelningen av mandat i distriktet enligt Hare-kvotsystemet. Ett parti som erhållit minst 75 procent av rösterna i ett distrikt erhåller dessutom ett distriktsmandat till den kandidat som fått flest personröster, efter att den andel av rösterna som motsvarar de direkt personvalda kandidaterna räknats bort. 
För de utjämningsmandat som inte fördelats genom personval eller på distriktsnivå kommer alla partier som uppnått minst fem procent av rösterna att få tillsätta övriga platser med de resterande kandidater från den nationella listan som fått flest röster, enligt proportionell mandatfördelning. Endast kandidater som uppnått minst fem procent av rösterna i sitt lokala distrikt kan i första hand komma ifråga för ett utjämningsmandat – om ingen sådan finns så väljs den kandidat i hela landet som har högst röstandel i sitt respektive distrikt. Mandatfördelningen bestäms med hjälp av en modifierad d’Hondts formel (nämnaren höjs till 0,9). Detta gör att representationen blir mindre proportionell än med formeln i dess originalutförande.

### Distriktsindelning
Estland indelas i 12 valdistrikt vid val till Riigikogu, och dessa har ungefär lika stor befolkning. Exempelvis är valdistrikten 1-3 olika delar av Tallinns stad medan valdistrikt 5 representerar såväl Läänemaa i västra Estland som de glesbefolkade ölandskapen Saaremaa och Hiiumaa. Mandaten fördelas proportionellt mellan distrikten efter antalet röstberättigade i distriktet med hjälp av Hare-kvotsystemet. Partierna har två olika listor på kandidater på både nationell och valdistriktsnivå. En kandidat får endast kandidera i ett valdistrikt, och väljarna i det distriktet får endast välja bland de kandidater som ställer upp lokalt.

### Ersättare
En ledamot av Riigikogu som utses till minister i Estlands regering eller till ett annat politiskt ämbete måste temporärt under utövandet av det andra ämbetet ersättas av en ersättare från det egna partiet, vilket är den kandidat som erhållit flest röster bland de kandidater inom partiet som inte erhållit ett eget mandat.

## Senaste valet
Följande mandatfördelning gäller efter valet i mars 2023:
Sammanställning av 2023 års valresultat
|       | Parti                                                               | Ideologi                                | Röster                  | %       | Förändring sedan 2019 | Platser | Förändring sedan 2019 |
|       | Estniska reformpartiet (Eesti Reformierakond)                       | Klassisk liberalism                     | 190 632                 | 31,2 %  | +2,3 %                | 37      | +3                    |
|       | Estlands konservativa folkparti (Eesti Konservatiivne Rahvaerakond) | Nationalkonservatism, Högerpopulism     | 97 966                  | 16,1 %  | -1,7 %                | 17      | -2                    |
|       | Estniska centerpartiet (Eesti Keskerakond)                          | Centrism, Populism, Socialliberalism    | 93 254                  | 15,3 %  | -7,8 %                | 16      | -10                   |
|       | Estland 200 (Eesti 200)                                             | Liberalism                              | 81 329                  | 13,3 %  | +8,9 %                | 14      | +14                   |
|       | Socialdemokratiska partiet (Sotsiaaldemokraatlik Erakond)           | Socialdemokrati, Tredje vägen           | 56 584                  | 9,3 %   | -0,5 %                | 9       | -1                    |
|       | Fäderneslandet (Isamaa)                                             | Konservatism, Liberalkonservatism       | 50 118                  | 8,2 %   | -3,2 %                | 8       | -4                    |
|       | Estlands förenade vänsterparti (Eestimaa Ühendatud Vasakpartei)     | Demokratisk socialism, Rysk nationalism | 14 605                  | 2,4 %   | +2,3 %                | 0       | ±0                    |
|       | Parempoolsed                                                        | Ekonomisk liberalism                    | 14 037                  | 2,3 %   | +2,3 %                | 0       | nytt                  |
|       | Gröna partiet (Erakond Eestimaa Rohelised)                          | Ekologism                               | 5 886                   | 1,0 %   | -0,8 %                | 0       | ±0                    |
|       | Oberoende kandidater                                                | -                                       | 5 888                   | 1,0 %   | -                     | 0       | -                     |
| Total | Total                                                               | Total                                   | 613 801 (2019: 565 028) | 100,0 % | —                     | 101     | —                     |

## Nuvarande tilldelning av platser

### Regeringen
- Estniska reformpartiet 37
  - Ledare: Kaja Kallas, premiärminister
- Estland 200 14
  - Ledare: Margus Tsahkna
- Socialdemokratiska partiet 9
  - Ledare: Lauri Läänemets

### Oppositionen
- Estlands konservativa folkparti, 17
  - Ledare: Martin Helme
- Centerpartiet 16
  - Ledare: Mihhail Kõlvart
- Isamaa (Fäderneslandet) 8
  - Ledare: Urmas Reinsalu

## Talmän i Riigikogu
- Otto August Strandman 4 januari 1921 – 18 november 1921
- Juhan Kukk 18 november 1921 – 20 november 1922
- Konstantin Päts 20 november 1922 – 7 juni 1923
- Jaan Tõnisson 7 juni 1923 – 27 maj 1925
- August Rei 9 juni 1925 – 22 juni 1926
- Karl Einbund 22 juni 1926 – 19 juli 1932
- Jaan Tõnisson 19 juli 1932 – 18 maj 1933
- Karl Einbund 18 maj 1933 – 29 augusti 1934
- Rudolf Penno 28 september 1934 – 31 december 1937

## Talmän i Riigivolikogu (nedre kammaren)
- Jüri Uluots 21 april 1938 – 12 oktober 1939
- Otto Pukk 17 oktober 1939 – 5 juli 1940
- Arnold Veimer 21 juli 1940 – 25 augusti 1940

## Talmannen i Riiginõukogu (övre kammaren)
- Mihkel Pung 21 april 1938 – 5 juli 1940

## Ordförande i Högsta rådet (1990–1992)
- Arnold Rüütel 29 mars 1990 – 5 oktober 1992

## Talman i Högsta rådet (1990–1992)
- Ülo Nugis 29 mars 1990 – 5 oktober 1992

## Talmän i Riigikogu (efter 1992)
- Ülo Nugis 21 oktober 1992 – 21 mars 1995
- Toomas Savi 21 mars 1995 – 31 mars 2003
- Ene Ergma 31 mars 2003 – 23 mars 2006
- Toomas Varek 23 mars 2006 – 2 april 2007
- Ene Ergma 2 april 2007 – 20 mars 2014
- Eiki Nestor 20 mars 2014 – 4 april 2019
- Henn Põlluaas	4 april 2019 – 18 april 2021
- Jüri Ratas 18 april 2021 – 10 april 2023
- Lauri Hussar 10 april 2023 –